# Боровицкий, Иван Николаевич
Иван Николаевич Боровицкий (1894, д. Липаги, Тредубская волость, Старицкий уезд, Тверская губерния, Российская империя — 1974, СССР) — советский партийный и государственный деятель. Активный участник строительства Советской власти в Кабардино-Балкарии. Ответственный секретарь Областного комитета РКП(б) - ВКП(б) Кабардино-Балкарской автономной области. Репрессирован в 1938 году. Реабилитирован в 1955.

## Биография
- 1915 — 8.1917 — в русской армии. Участник Первой Мировой войны, воевал на Западном фронте
- 8.1917 — 1918 
  - в Красной Гвардии (Москва) в Военном комиссариате Басманного района (Москва)
  - секретарь Политического отдела Высшей Военной Инспекции (г. Балашов)
  - участвовал в Московском вооруженном восстании
- 1918 — 9.1919
  - военком уезда (Саратовская губерния)
  - член Исполнительного комитета уездного Совета, уездного комитета РКП(б) (Саратовская губерния)
- 9.1919 — 4.1920 — в РККА. Прошел с боями от г. Камышина до Царицына и от Царицына до Владикавказа.
- 4.1920 — 7.1922 — начальник Политического отдела Войск Терской области
- 19.11.1921 — председатель Кабардинского Революционного Трибунала
- 1922 — военком Нальчикского округа (Кабардино-Балкарская автономная область)
- 1922 — 5.1925 — секретарь Исполнительного комитета Областного Совета Кабардино-Балкарской автономной области
- 5.1925 — 7.1928 — ответственный секретарь Областного комитета РКП(б) — ВКП(б) Кабардино-Балкарской автономной области
- 1928 — 1929 — заведующий Кабардино-Балкарским областным отделом здравоохранения
- 1929 — 1930 — заместитель начальника строительства Баксанской гидроэлектростанции
- 1930 — 1934 — председатель Кабардино-Балкарской областной плановой комиссии
- 1934 — 1938 уполномоченный Комитета по заготовкам сельскохозяйственных продуктов при СНК СССР по Кабардино-Балкарской автономной области
- 1938 — арестован и осуждён на 15 лет